# Källtorpssjön
Källtorpssjön är en sjö i Nacka kommun i Södermanland som ingår i Norrström-Tyresåns kustområde. Sjön är 7,6 meter djup, har en yta på 0,412 kvadratkilometer och är belägen 23,5 meter över havet.

## Beskrivning
Sjön har sitt namn efter torpet Källtorp som är känt sedan 1610, beläget vid sjöns södra spets. Från år 1723 var Källtorp prästboställe och 1783 uppfördes nuvarande byggnad. Här bodde präster i Erstaviks och Nacka kapellförsamlingar. På 1890-talet flyttades  tjänsten till en ny prästgård och Källtorp blev arrendegård under godset Erstavik. Gården finns kvar och är numera privatbostad. På tomten finns även en mindre bostadsflygel och två ladugårdsbyggnader.
Källtorpssjöns norra del ligger inom Nackareservatet och är en så kallad sprickdalssjö som sträcker sig ca 1,5 km i öst–västlig riktning. Sjön avvattnas via Dammtorpssjön och Nacka ström till Järlasjön. Genom avrinningsområdet passerar Ältavägen.
Sjön utnyttjas gärna för fiske av inplanterat ädelfisk. Fram till 1980-talet kunde man även fiska kräftor i Källtorpssjön, sedan drabbades den av kräftpesten. Sjön och dess omgivningar har även botaniskt, zoologiskt och geologiskt värde. Sjön klassas av Nacka kommun som ekologiskt känslig.

### Badplatser
Källtorpssjön är en mycket populär badsjö och vattenkvaliteten för bad är god. Vid sjön ligger en av Stockholmsområdets mest välbesökta platser för friluftsliv; Hellasgården. Vid den finns en badplats med klippbad och bryggor. Vintertid kan man vinterbada och på sjön ordnas, om vädret tillåter, en plogad skridskobana. 
Vid sjöns norra strand ligger ytterligare en badplats, Hästhagsbadet, med sandstrand, bryggor och gräsplan att sola på. Badplatsen är utsatt redan på Ekonomiska kartan från 1951 och kan lättast nås från bostadsområdet Hästhagen.

## Historiska kartor

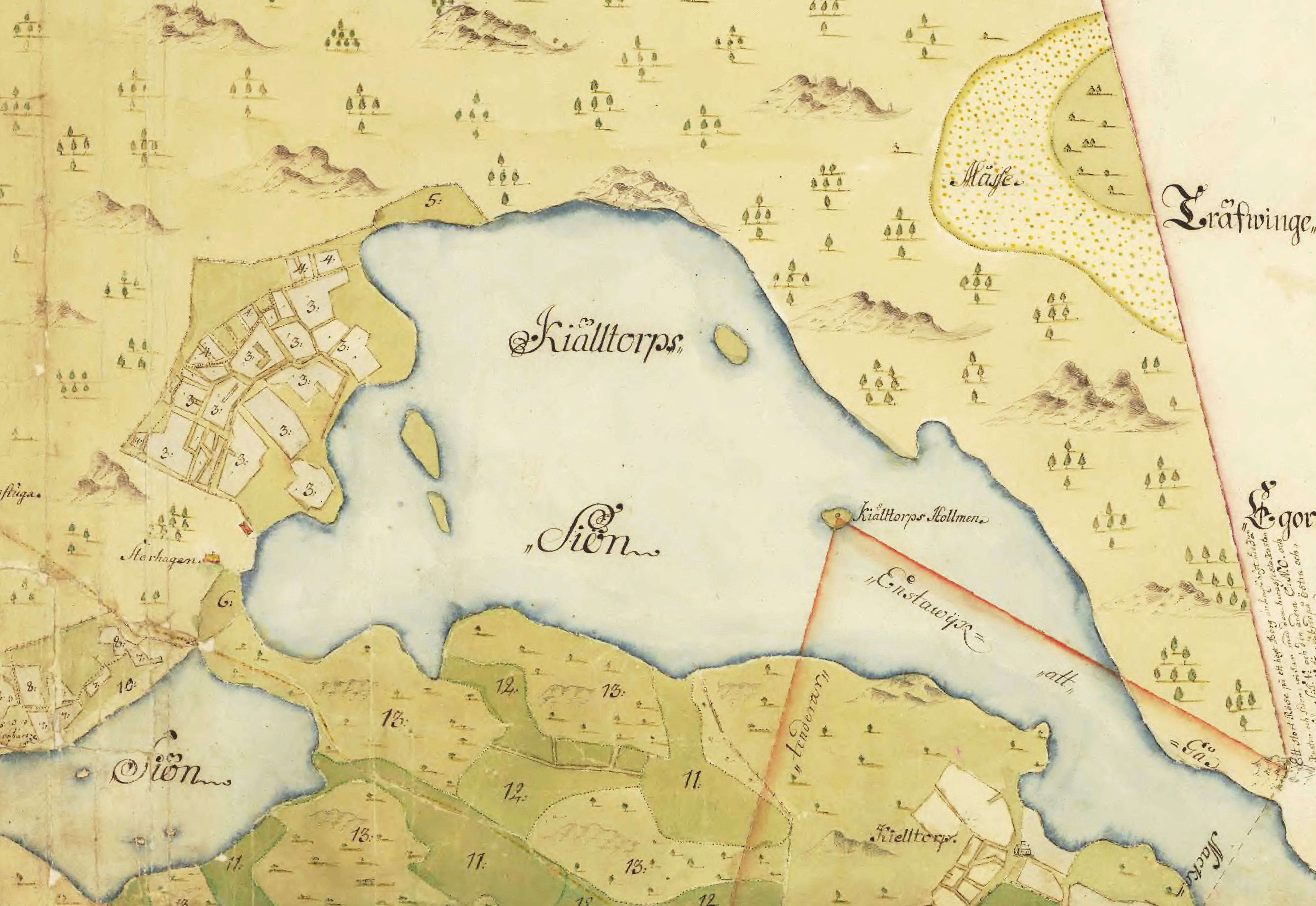
Källtorpssjön på en karta över Nacka gårds ägor, 1698.

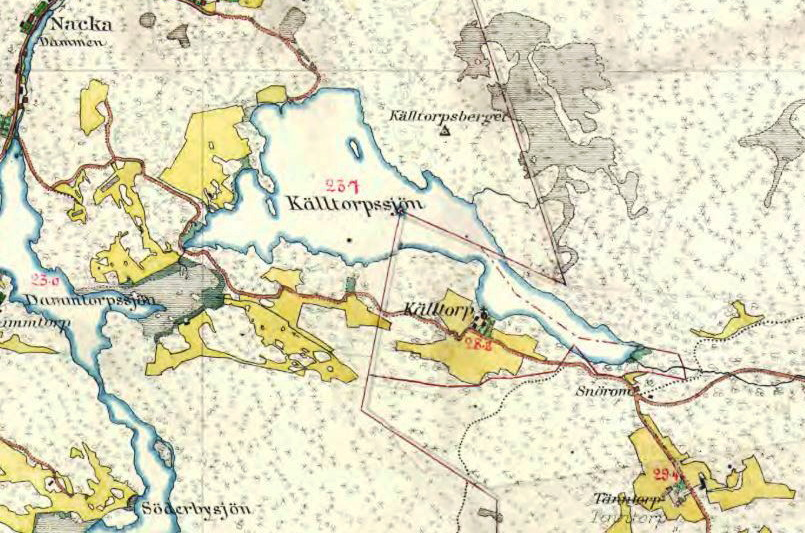
Källtorpssjön och gården Källtorp, 1901.

## Fisk
Vid provfiske har följande fisk fångats i sjön:
- Abborre
- Björkna
- Braxen
- Gärs
- Mört

## Delavrinningsområde
Källtorpssjön ingår i delavrinningsområde (657672-163505) som SMHI kallar för Utloppet av Källtorpssjön. Medelhöjden är 43 meter över havet och ytan är 2,88 kvadratkilometer. Det finns inga avrinningsområden uppströms utan avrinningsområdet är högsta punkten. Vattendraget som avvattnar avrinningsområdet har biflödesordning 2, vilket innebär att vattnet flödar genom totalt 2 vattendrag innan det når havet efter 4,3 kilometer. Avrinningsområdet består mestadels av skog (57 procent). Avrinningsområdet har 1,45 kvadratkilometer vattenytor vilket ger det en sjöprocent på 10,3 procent. Bebyggelsen i området täcker en yta av 4,13 kvadratkilometer eller 29 procent av avrinningsområdet.

## Bilder

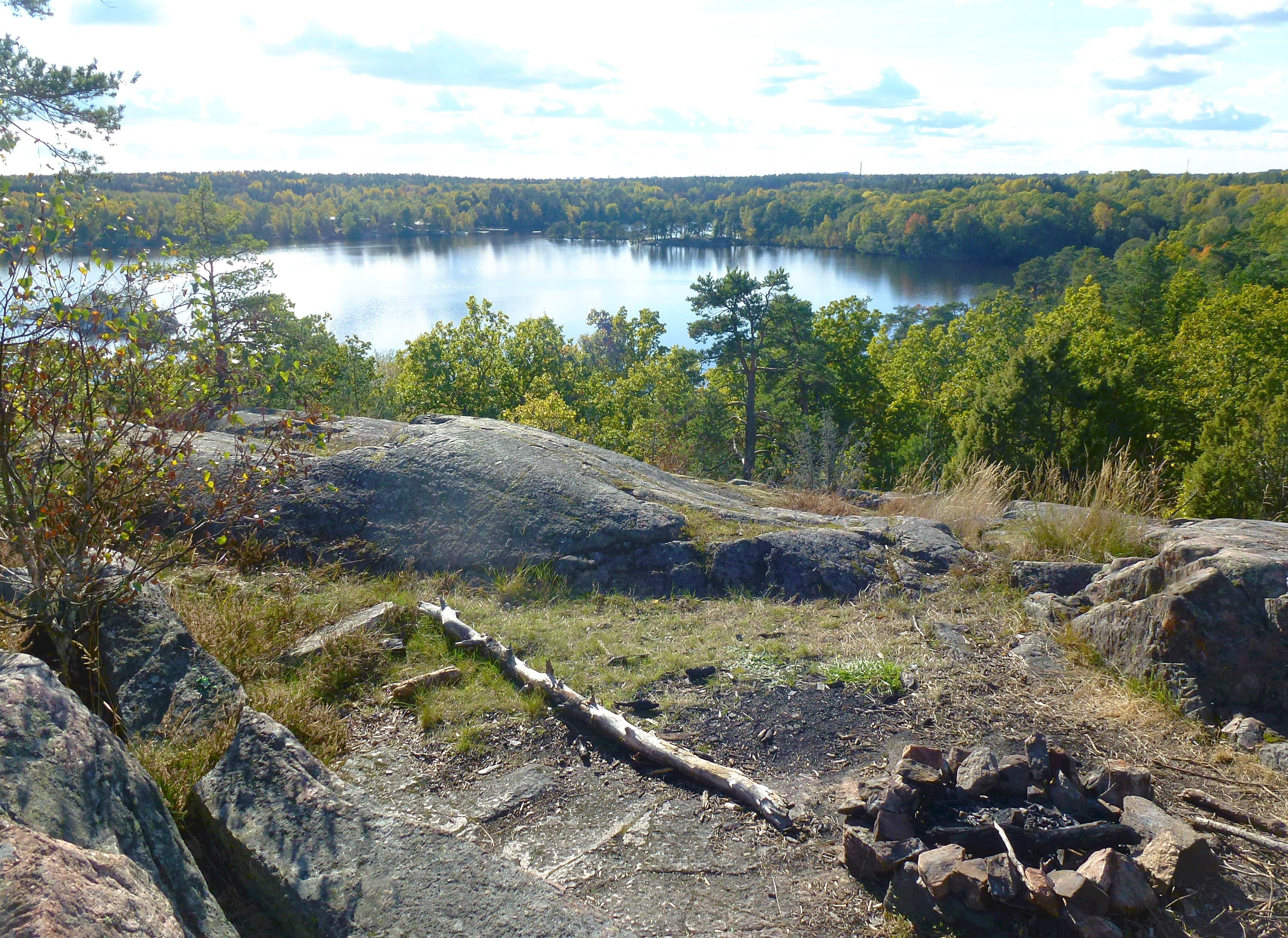
Vy över Källtorpssjön från norr
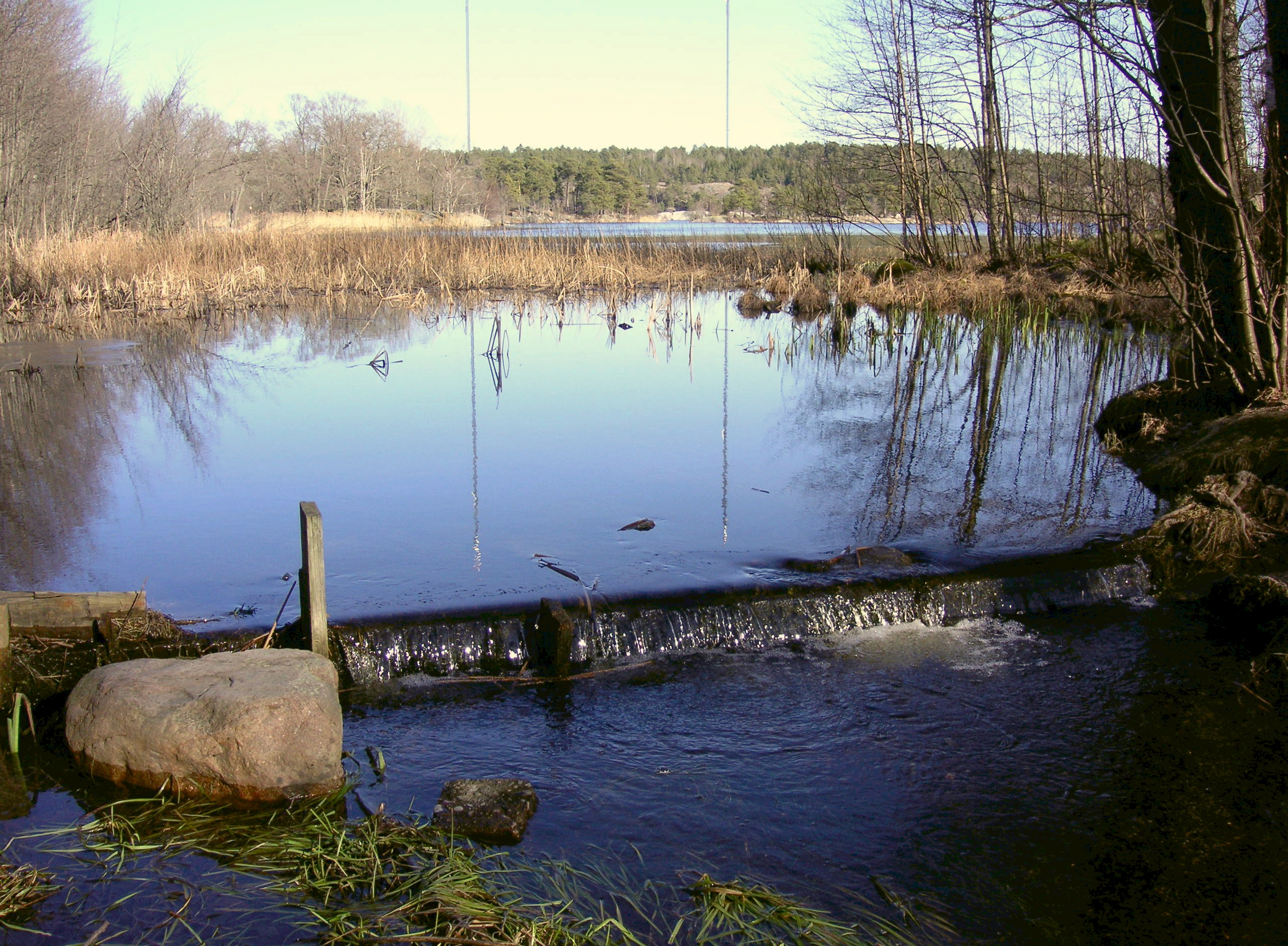
Utloppet mot Dammtorpssjön
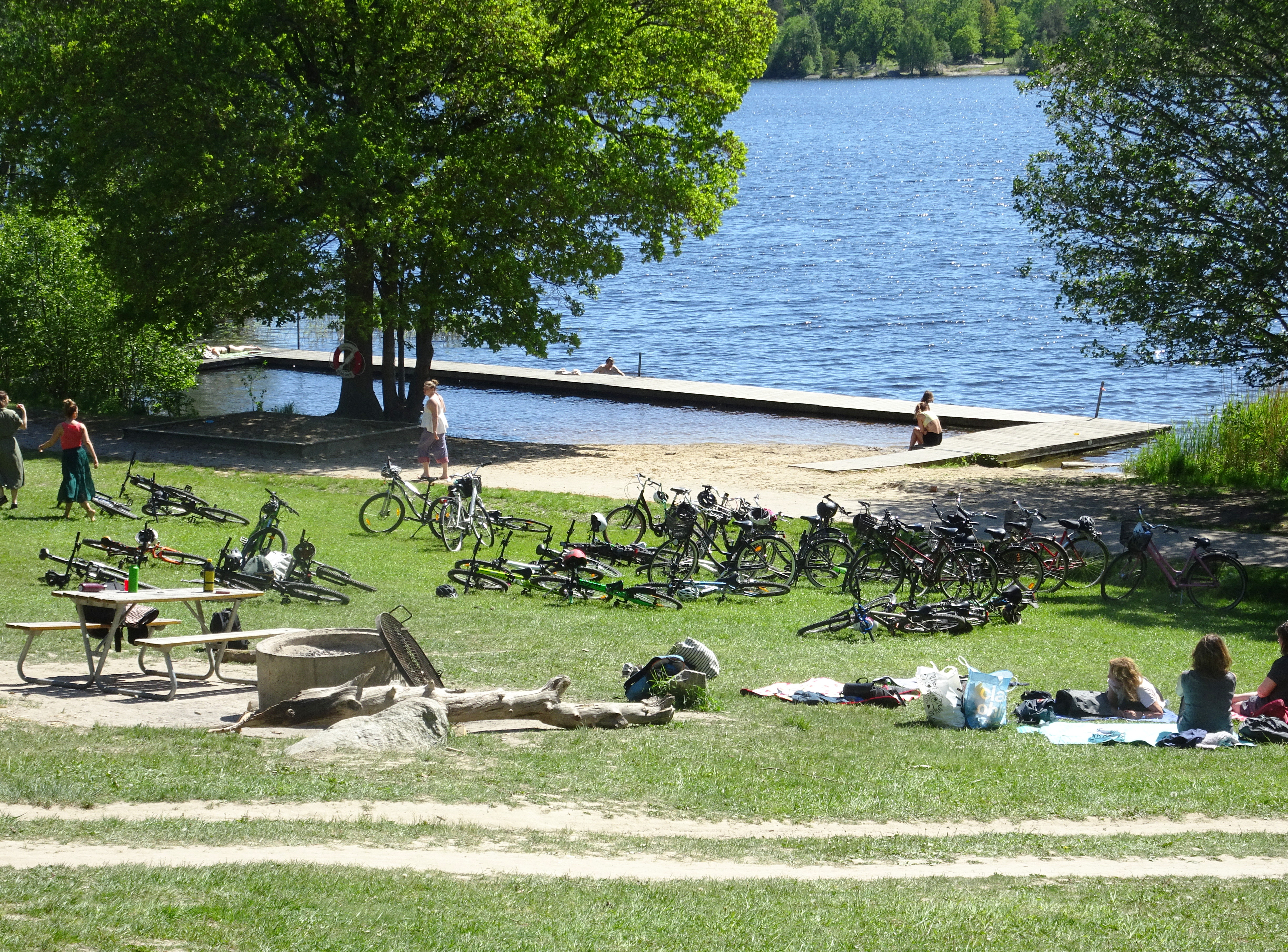
Hästhagsbadet
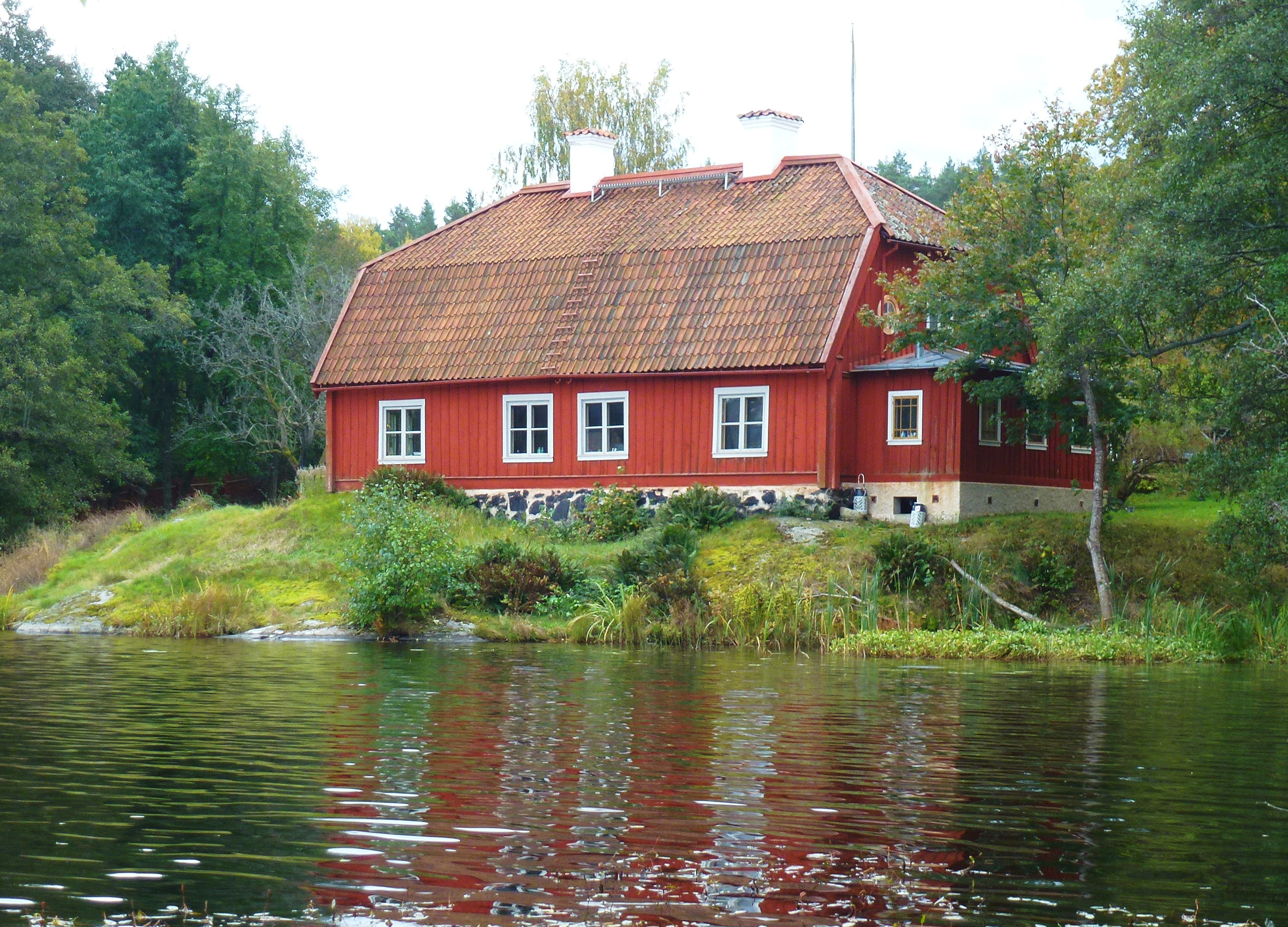
Gamla prästgården Källtorp